# Lines, Vines and Trying Times
Lines, Vines and Trying Times ist das vierte Studioalbum der US-amerikanischen Band Jonas Brothers. Es erschien am 12. Juni 2009 beim Label Hollywood Records und erreichte Platz eins in den Billboard 200. Das Album war nicht ganz so erfolgreich wie sein Vorgänger A Little Bit Longer.

## Hintergrund
Das vierte Album der Band erschien circa zehn Monate nach dem vorherigen, A Little Bit Longer. Benannt wurde die CD nach einer Dichtung, die die drei Brüdern sich während der Dreharbeiten zu ihrer Serie JONAS L.A. ausdachten. Sänger Nick Jonas erklärte zur Bedeutung des Titels folgendes: „Zeilen sind etwas, mit dem du versorgt wirst, egal ob es gut oder schlecht ist. Ranken sind die Dinge, die dir auf deinem Lebensweg begegnen. Und harte Zeiten – nun ja […] wir nehmen wahr, was in der Welt vor sich geht, und wir versuchen, es in die Öffentlichkeit zu bringen.“

## Veröffentlichung und Promotion
Das Album wurde am 12. Juni 2009 in weiten Teilen Europas, so zum Beispiel in Italien, Frankreich, Österreich, Spanien und Irland, veröffentlicht. In den USA erschien es am 16. Juni, in Deutschland am 26. Juni des Jahres. Ab 1. Dezember 2009 war in einigen Ländern eine sogenannte Limited Box Set Edition der CD erhältlich.
Promotet wurde das Album mithilfe der ersten Welttournee der Band, der Jonas Brothers World Tour 2009. Die Tour umfasst 86 Shows in Nordamerika, Südamerika, Europa, Mittelamerika und in der Karibik. Während der Tournee spielten die Jonas Brothers erstmals auch als Headliner in Deutschland. Die Konzerte waren kommerziell sehr erfolgreich, allein in Nordamerika nahm man durch die Shows knapp 69,8 Millionen Dollar ein.

## Titelliste
| #   | Titel                                                 | Songwriting                                               | Länge |
| --- | ----------------------------------------------------- | --------------------------------------------------------- | ----- |
| 1.  | World War III                                         | Nick Jonas                                                | 3:13  |
| 2.  | Paranoid                                              | Nick Jonas, Joe Jonas, Kevin Jonas, Cathy Dennis          | 3:39  |
| 3.  | Fly with Me                                           | Nick Jonas, Joe Jonas, Kevin Jonas, Greg Garbowsky        | 3:54  |
| 4.  | Poison Ivy                                            | Nick Jonas, Joe Jonas, Kevin Jonas, Greg Garbowsky        | 4:09  |
| 5.  | Hey Baby                                              | Nick Jonas, Joe Jonas, Kevin Jonas, Michael B. Nelson     | 3:19  |
| 6.  | Before the Storm (feat. Miley Cyrus)                  | Nick Jonas, Joe Jonas, Kevin Jonas, Miley Cyrus           | 4:26  |
| 7.  | What Did I Do to Your Heart                           | Nick Jonas, Joe Jonas, Kevin Jonas                        | 3:17  |
| 8.  | Much Better                                           | Nick Jonas, Joe Jonas, Kevin Jonas                        | 4:36  |
| 9.  | Black Keys                                            | Nick Jonas                                                | 3:48  |
| 10. | Don’t Charge Me for the Crime (feat. Common)          | Nick Jonas, Joe Jonas, Kevin Jonas, Ryan Liestman, Common | 3:59  |
| 11. | Turn Right                                            | Nick Jonas, Joe Jonas, Kevin Jonas                        | 2:48  |
| 12. | Don’t Speak                                           | Nick Jonas, Joe Jonas, Kevin Jonas, John Fields           | 3:55  |
|     | Bonus-Track                                           |                                                           |       |
| 13. | Keep It Real (From the Original TV Series JONAS L.A.) | Nick Jonas, Joe Jonas, Kevin Jonas                        | 2:51  |
|     | Japan-Bonus-Track                                     |                                                           |       |
| 14. | Infatuation                                           | Nick Jonas, Joe Jonas, Kevin Jonas                        | 3:30  |

## Singles
Paranoid
Paranoid war die erste Singleauskopplung und wurde am 12. Mai 2009 veröffentlicht. Das Lied platzierte sich in Deutschland auf Rang 65 und in den USA auf Platz 37.
Fly with Me
Das Lied Fly with Me wurde als zweite Single am 9. Juni 2009 veröffentlicht und erreichte Platz 89 in Deutschland und Rang 83 in den USA. Es ist außerdem im Abspann des Filmes Nachts im Museum 2 zu hören. In der englischsprachigen Version des Filmes hatten die drei Brüder zudem eine Sprechrolle.
Keep It Real
Keep It Real war die dritte und letzte Auskopplung des Albums und erschien am 8. September 2009. Sie verfehlte jegliche Chartplatzierung. Das Lied wurde in der vierten Episode der ersten Staffel der Fernsehserie JONAS L.A. Keeping It Real gezeigt.

### Chartplatzierungen
| Jahr | Titel Album                               | Höchstplatzierung, Gesamtwochen, AuszeichnungChartplatzierungen (Jahr, Titel, Album, Platzierungen, Wochen, Auszeichnungen, Anmerkungen) | Höchstplatzierung, Gesamtwochen, AuszeichnungChartplatzierungen (Jahr, Titel, Album, Platzierungen, Wochen, Auszeichnungen, Anmerkungen) | Höchstplatzierung, Gesamtwochen, AuszeichnungChartplatzierungen (Jahr, Titel, Album, Platzierungen, Wochen, Auszeichnungen, Anmerkungen) | Höchstplatzierung, Gesamtwochen, AuszeichnungChartplatzierungen (Jahr, Titel, Album, Platzierungen, Wochen, Auszeichnungen, Anmerkungen) | Höchstplatzierung, Gesamtwochen, AuszeichnungChartplatzierungen (Jahr, Titel, Album, Platzierungen, Wochen, Auszeichnungen, Anmerkungen) | Anmerkungen                        |
| Jahr | Titel Album                               | DE | AT | CH | UK | US | Anmerkungen                        |
| ---- | ----------------------------------------- | --- | --- | --- | --- | --- | ---------------------------------- |
| 2009 | Paranoid Lines, Vines and Trying Times    | DE65 (6 Wo.)DE | — | — | UK56 (4 Wo.)UK | US37 (5 Wo.)US | Erstveröffentlichung: 12. Mai 2009 |
| 2009 | Fly with Me Lines, Vines and Trying Times | DE89 (1 Wo.)DE | — | — | — | US83 (1 Wo.)US | Erstveröffentlichung: 9. Juni 2009 |

## Rezeption

### Kritiken
Das Album bekam durchschnittliche Bewertungen von den Musikkritikern. Entertainment Weekly war beispielsweise der Meinung, dass die Band mit diesem Album versucht, ihr Kinderstar-Image loszuwerden. Allmusic schrieb in seiner Rezension, dass dieses Album mehr Ecken und Kanten als sein Vorgänger hat, weshalb die CD schwerer zu genießen sei. Allerdings zeige die Band an manchen Stellen immer noch ihr musikalisches Geschick. Die Los Angeles Times merkte an, dass die Melodien der Lieder sehr versiert seien. Die Zeitung Boston Phoenix führte an, dass diese CD schmackhafter als das Vorgängeralbum A Little Bit Longer ist.

### Chartplatzierungen
In der ersten Woche nach der Veröffentlichung verkaufte sich das Album circa 247.000 Mal und stieg auf Rang eins ein. Damit war es in der Veröffentlichungswoche jedoch deutlich weniger erfolgreich als das dritte Album A Little Bit Longer, das ein Jahr zuvor noch 525.000 verkaufte CDs vorweisen konnte. Bis Juni 2010 konnte die Band 640.000 CDs verkaufen.
| ChartsChartplatzierungen       | Höchstplatzierung | Wochen |
| ------------------------------ | ----------------- | ------ |
| Deutschland (GfK)              | 56 (1 Wo.)        | 1      |
| Österreich (Ö3)                | 33 (4 Wo.)        | 4      |
| Schweiz (IFPI)                 | 46 (4 Wo.)        | 4      |
| Vereinigte Staaten (Billboard) | 1 (14 Wo.)        | 14     |
| Vereinigtes Königreich (OCC)   | 9 (4 Wo.)         | 4      |

| ChartsJahrescharts (2009)      | Platzierung |
| ------------------------------ | ----------- |
| Vereinigte Staaten (Billboard) | 54          |

### Auszeichnungen für Musikverkäufe
| Land/Region               | Auszeichnungen für Musikverkäufe (Land/Region, Auszeichnung, Verkäufe) | Verkäufe  |
| ------------------------- | ---------------------------------------------------------------------- | --------- |
| Argentinien (CAPIF)       | Platin                                                                 | 40.000    |
| Brasilien (PMB)           | Gold                                                                   | 30.000    |
| Italien (FIMI)            | Gold                                                                   | 35.000    |
| Kanada (MC)               | Platin                                                                 | 80.000    |
| Mexiko (AMPROFON)         | Gold                                                                   | 40.000    |
| Spanien (Promusicae)      | Platin                                                                 | 80.000    |
| Vereinigte Staaten (RIAA) | —                                                                      | 757.000   |
| Insgesamt                 | 3× Gold · 3× Platin ·                                                  | 1.062.000 |

Hauptartikel: Jonas Brothers/Auszeichnungen für Musikverkäufe